# Leonardo Baracani
Leonardo Baracani (Firenze, 7 marzo 1974) è un ex arbitro di calcio italiano.

## Carriera
Baracani appartiene alla sezione di Viareggio e, dopo aver totalizzato 32 presenze in serie C1 nei tre anni di militanza (a cui vanno aggiunte due finali play-off di serie C2 del 2008, ovvero Mezzocorona-Lumezzane e Real Marcianise-Celano), è approdato alla C.A.N. A e B nel 2008, per decisione dell'allora designatore Giancarlo Dal Forno..
Il debutto in serie A avviene nel maggio 2009, alla penultima giornata, in occasione della partita Catania-Napoli.
Nel novembre 2009 è protagonista di un episodio curioso e inusuale: poco prima dell'inizio della gara di campionato tra Roma e Bologna, l'arbitro designato, Matteo Trefoloni, accusa una fastidiosa lombalgia e deve rinunciare all'incarico. Immediatamente viene chiamato a dirigere l'incontro, proprio Baracani, che era il Quarto Ufficiale designato.
Il 3 luglio 2010, con la scissione della CAN A-B in CAN A e CAN B, l'arbitro fiorentino viene inserito nell'organico della CAN B.
Il 1º luglio 2016 viene dismesso dalla CAN B per motivate valutazioni tecniche.
In tutta la sua carriera ha un totale di 10 presenze in serie A.